# Tony O’Hora

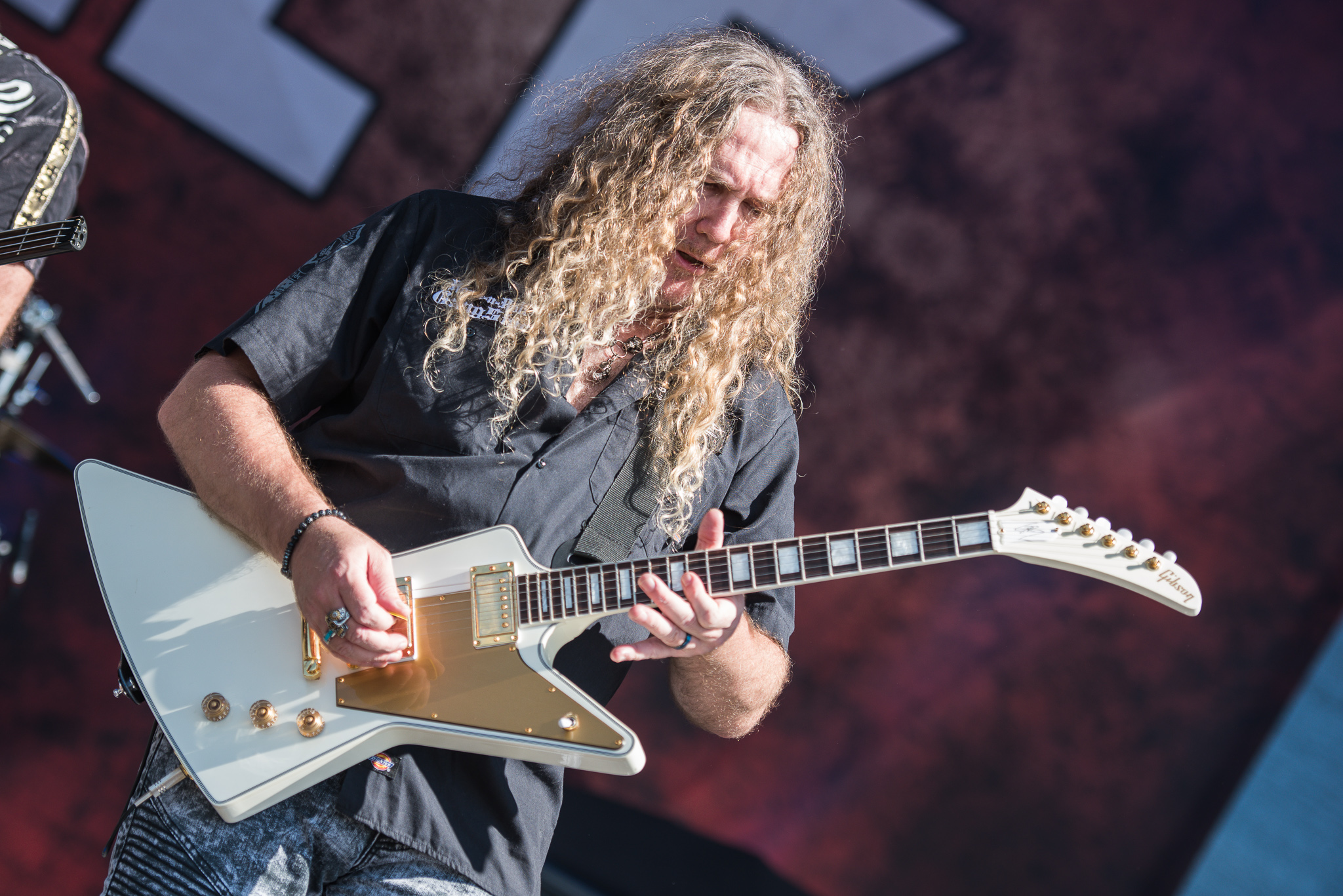
Tony O'Hora bei Lieder am See 2017

Tony O’Hora (* 8. September 1967 in Clapham, London) ist ein englischer Hard-Rock-Sänger, Gitarrist, Bassist und Keyboarder, der vor allem durch seine Mitgliedschaft in der Melodic-Metal-Band Praying Mantis bekannt wurde.

## Leben
Der in London geborene O’Hora verbrachte einige frühe Jahre in seiner Geburtsstadt, aber auch in der irischen Hauptstadt Dublin sowie in der kanadischen Provinz Ontario. In dieser Zeit übte der das Singen und entwickelte ausreichende Fähigkeiten, um nach seiner Rückkehr nach England in Bands mitzuwirken und auch verschiedene Rock-Instrumente auszuprobieren. Von 1988 bis 1989 sang er zunächst in einer Liverpooler Band, deren Name verschieden geschrieben in den Annalen auftaucht, was daran liegt, dass es für den Slangbegriff „Larrikin“ die Alternativschreibweise „Larrakin“ gibt und kein Album vorliegt, das eine der Schreibweisen belegen könnte. 1989 wechselte er zur lokalen Hard-Rock-Konkurrenz von Torino. Mit Torino, die bereits zwei LPs vorweisen konnte, ging er auf eine gutbesuchte Tournee im Vereinigten Königreich und arbeitete neues Liedmaterial aus. Mit dem Einsetzen der Grungewelle nahm das Interesse an der Band jedoch ab, sodass deren Überleben nicht mehr gesichert war. Nach deren Auflösung 1990 stieg er bei der Thrash-Metal-Band Onslaught ein, die durch seinen Gesangsstil nun weniger roh klang. Im Planungsverlauf der CD-Veröffentlichung When Reason Sleeps sprangen gleich zwei Plattenfirmen wieder ab. Dies führte zur Auflösung 1991. Mit dem von 1987 bis zur Auflösung dort tätigen Gitarristen Rob Trotman sollte er später wieder zusammenarbeiten. Nach Onslaught war Highwire die nächste Station, wo er einen weiteren späteren Mitmusiker, den Gitarristen Jamie O’Kane, kennenlernte. Diese Gruppe war neben dem Hard Rock auch dem Sleaze Rock zugetan. Seine Zugehörigkeit fiel in die Jahre 1992 bis 1995. In der zweiten Hälfte der 1990er Jahre schließlich kam ein Angebot von der durch häufige Sängerwechsel geplagten, aber mit treuer Fangefolgschaft gesegneten NWoBH-Band Praying Mantis. Die Angaben über die genaue Verweilzeit differieren, so wird manchmal 1996 bis 2001 genannt, manchmal 1998 bis 2002. In dieser Phase bestritt er mehrere Tourneen mit der inzwischen mehr zum AOR tendierenden Band aus London und nahm die zwei Alben Forever in Time (1998) sowie Nowhere to Hide (2000) mit ihr auf. Zudem fand er Zeit, um ein eigenes Projekt aus der Taufe zu heben. Dafür gewann er unter anderem Schlagzeuger Brian Dixon, einen ehemaligen Torino-Kollegen, den Gitarristen Rob Trotman aus der letzten Onslaught-Besetzung und Jamie O’Kane, den Gitarristen von Highwire. Praying-Mantis-Gitarrist Tino Troy hatte einen Gastauftritt. O’Hora sang und spielte Bass. Der Bandname wurde aus den beiden in der Besetzung vorkommenden Präfix-Nachnamen gebildet: Horakane. Das Album Eternal Infinity erschien am 17. März 1999 beim japanischen Label Pony Canyon International und beim italienischen Label Frontiers Records.

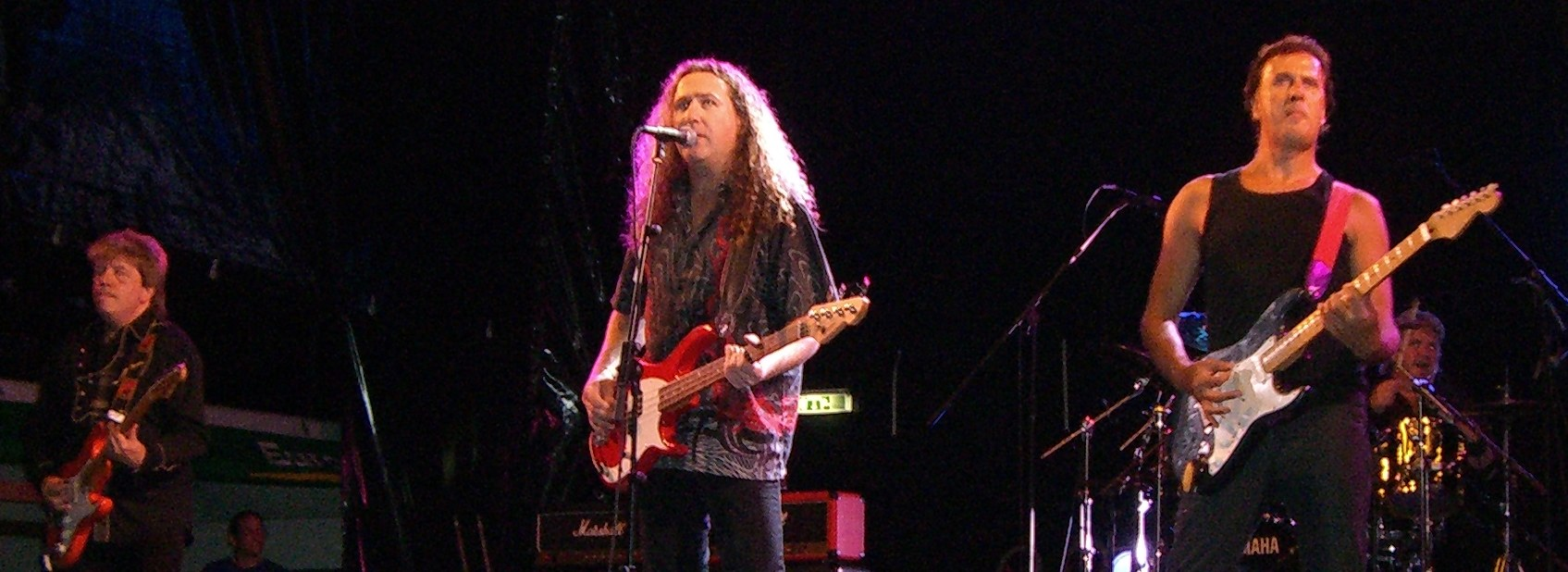
Tony O’Hora (Mitte), 2006

2003 stieg O’Hora in der Doppelfunktion als Sänger und Bassist bei Andy Scott’s Sweet ein, die auf ausgedehnte Tourneen ging. Bei The Sweet traf er wieder auf den Schlagzeuger Bruce Bisland, der lange Zeit parallel für Praying Mantis und Sweet gearbeitet und O’Hora bei Scott ins Gespräch gebracht hatte. Als Bassist schloss er sich im September 2004 der NWoBHM-Band Statetrooper an. 2005 übernahm er eine Musikhochschul-Dozentur in Birmingham. Von da an war es für ihn schwierig, Bandaktivitäten, Lehrberuf und Privatleben unter einen Hut zu bringen, weshalb er 2006 seine Sweet-Mitgliedschaft aufgab. Kurz zuvor, nämlich im Januar 2006, hatte er noch seine erste Solo-CD herausgebracht, die den Titel Escape into the Sun trägt. Unterstützt wurde er bei den Aufnahmen lediglich durch Magnus Karlsson (Primal Fear), der zu O’Horas Gesang sämtliche Instrumente beisteuerte, was in Anbetracht der zusätzlichen Beiträge Karlssons als Songwriter und Produzent auch umgekehrt gesagt werden könnte. Seit 2011 spielt er wieder für The Sweet, diesmal gleich in dreifacher Funktion als Sänger, Gitarrist und Keyboarder.
Bei verschiedenen Produktionen trat O’Hora als Gast- oder Backgroundsänger in Erscheinung. Beispielsweise auf den ersten beiden Power-Metal-Alben der Band Balance of Power (1997 und 1998) aus Brighton. Oder auch als Hauptinterpret auf dem Tributealbum für die amerikanische AOR-Legende Boston, schlicht Tribute to Boston (2002) betitelt.
Tony O’Hora betreibt eine eigene kommerzielle Website zum Thema Gesang, auf der unter anderem Gesangsstunden per Skype und Pflege-/Vorsorgesprodukte für den Nasen- und Rachenraum angeboten werden.

## Stil
Der Horakane-Stil liege im Bereich Hard Rock und Melodic Metal und sei ein Praying-Mantis-Abklatsch, schrieb das Internet-Magazin powermetal.de. Die Solo-CD sei melodischer Hard Rock, diesmal mehr von Karlssons Seite beeinflusst, der zuletzt mit dem Allen/Lande-Projekt gearbeitet hatte, weshalb die CD wie die Fortsetzung von The Battle klinge. Intensiver als The Battle von Allen/Lande empfand der Rezensent des kanadischen Online-Magazins metal-rules.com O’Horas Escape into the Sun. Den Stil bezeichnete er als Melodic Metal mit einer gehörigen Beimischung von Melodic Hard Rock.
Die Bezeichnung „Hard Rock“ verwendeten die Internetplattform Discogs und das Rock-Magazin Eclipsed. Das Internetlexikon Rockdetector/Musicmight nennt den Stil Melodic Rock, ähnlich der Metal-Zeitschrift Metal Hammer, die von Melodic Metal spricht. Die australische Website melodicrock.com benutzt die Bezeichnungen Hard Rock und Melodic Metal, während die ungarische Website zajlik.hu Hard Rock und Heavy Metal gewählt hat.

## Diskografie

### Mit Praying Mantis
- 1998: Forever in Time (Pony Canyon International)
- 2000: Nowhere to Hide (Frontiers Records)

### Mit Horakane
- 1999: Eternal Infinity (Pony Canyon International/Frontiers Records)

### Als Tony O’Hora
- 2006: Escape into the Sun (Frontiers Records)